# 阿楞多尔莫湖 (额尔敦乌拉苏木)
阿楞多尔莫湖，又名陶勒盖湖，是位于中国内蒙古自治区呼伦贝尔市新巴尔虎右旗阿拉坦额莫勒镇額爾敦烏拉社區以北的一个湖泊。其位置约在东经116°48′，北纬48°48′。湖面海拔600米，面积达1.8平方公里。该湖的沉积物主要为石盐和芒硝。阿楞多尔莫在蒙古语中的意思是后蹬子。